# A New Day Has Come
A New Day Has Come è il settimo album in studio in lingua inglese della cantante canadese Céline Dion, pubblicato da Sony Music Entertainment il 26 marzo 2002. È stato il suo primo album in studio dal 1997, anno della pubblicazione di Let's Talk About Love. La Dion torna sulla scena musicale dopo una pausa di due anni, periodo in cui diventa mamma del suo primo figlio. La cantante ha collaborato all'album con vari produttori, tra cui Anders Bagge e Peer Åström. Per la prima volta il produttore e amico di lunga data, David Foster, non è presente in un album della Dion.
A New Day Has Come raccoglie molte recensioni positive da parte della critica musicale, che notò come la Dion esplora una gamma "più ampia, più avventurosa" di musica pop e "cede la mano" alla musica moderna, in particolare alla musica dance (Sorry for Love). Tuttavia, l'album contiene anche le solite canzoni adult contemporary, come le power- ballad di    I Surrender, Have You Ever Been in Love e A New Day Has Come. I critici elogiarono molte canzoni dell'album tra le quali: Ten Days; Goodbye's (The Saddest Word); I'm Alive; When the Wrong One Loves You Right e le tre cover, The Greatest Reward; Nature Boy e At Last.
A New Day Has Come divenne un successo commerciale in tutto il mondo ed entrò al primo posto delle classifiche in più di diciassette paesi. Ha venduto 3,3 milioni di copie negli Stati Uniti ed è stato certificato tre volte disco di platino dalla RIAA. In Canada, dopo aver venduto 600.000 copie, l'album è stato certificato sei volte disco di platino. L'IFPI certificò l'album tre volte disco di platino per aver venduto tre milioni di copie in Europa. Nel complesso, A New Day Has Come ha venduto dodici milioni di copie in tutto il mondo.

## Antefatti
Dopo il concerto di addio al vecchio millennio (31 dicembre 1999) tenutosi a Montréal, Céline decise di prendersi una pausa dai riflettori per due anni, per dedicarsi alla sua famiglia. Il 25 gennaio 2001, diede alla luce René-Charles Angelil, il suo primogenito. Da allora si esibì pubblicamente solo una manciata di volte, tra cui il 21 settembre 2001, quando cantò dal vivo God Bless America al concerto benefico America: A Tribute to Heroes, evento organizzato per onorare le vittime degli attacchi terroristici dell'11 settembre e il 28 settembre per la raccolta fondi di Montréal, A Show for Life, dove cantò L'amour existe encore.
Secondo Céline, il titolo dell'album, A New Day Has Come, ha riconosciuto un nuovo capitolo della sua vita e della sua carriera. Tuttavia, profondamente colpita dagli eventi dell'11 settembre volle che le parole del brano servissero come promemoria della tragedia: "Rappresenta mio figlio, perché gli ho dato la vita... ovviamente, segna anche il mio ritorno con un nuovo album, ma un nuovo giorno è arrivato anche nella vita di altre persone perché è successo qualcosa di brutto, perché abbiamo perso delle vite, perché adesso c'è una cicatrice sul nostro mondo". Céline Dion lottò per impedire alla sua casa discografica di usare per la copertina, un'immagine che riflettesse la sua fortuna, per lei ritenuta di pessimo gusto, perciò suggerì alla Sony di non inserire una sua foto. Tuttavia, dopo molte discussioni, il servizio fotografico per la copertina dell'album ebbe luogo a Montréal nel dicembre 2001 con il famoso fotografo Melvin Sokolsky. Il 30 e il 31 gennaio 2002 una sessione fotografica aggiuntiva per l'album si svolse in Florida, su una spiaggia vicino alla casa di Céline con il fotografo francese Patrick Demarchelier. Infine per la copertina dell'album fu usata una foto di Demarchelier.

## Contenuti
Dopo una pausa di quasi due anni e la nascita di René-Charles, Céline torna con A New Day Has Come, un album ben bilanciato che mantiene la continuità con il suo lavoro precedente mentre esplora nuovi territori musicali.
Il primo singolo dell'album, A New Day Has Come, dà il giusto tono all'ultimo lavoro. Composta da Aldo Nova e Stephan Moccio e co-diretta da Walter Afanasieff, la canzone è una combinazione di nuovi suoni con lo stile musicale di Céline.
Basandosi sul lavoro passato di Céline con il produttore Max Martin per la canzone That's the Way It Is, la collaborazione con la "Swedish Pop Connections" continua in gran moda con la canzone di apertura I'm Alive, prodotta dal duo svedese Anders Bagge-Peer Astrom. Questi nuovi collaboratori (Madonna, Ace of Base, Enrique Iglesias, Jennifer Lopez) forniscono una nuova interpretazione del repertorio della Dion. Sono loro a dare il loro tocco speciale anche ad Have You Ever Been in Love e Sorry for Love.
A New Day Has Come contiene anche molte influenze R&B con canzoni come Rain, Tax (It's Inevitable), When The Wrong One Loves You Right e Superlove, l'ultimo dei quali è disponibile solo nell'edizione internazionale dell'album pubblicata fuori dagli Stati Uniti.
Con Aùn Existe Amor, Céline interpreta la sua canzone d'autore francese, L'amour existe encore, in spagnolo. L'album include anche due adattamenti di canzoni francesi, Ten Days (Tomber) di Gérald de Palmas e The Greatest Reward (L'envie d'aimer) di Pascal Obispo.
In una vena diversa, Céline interpreta due classici del blues e del jazz. At Last, registrata per la prima volta da Glenn Miller nel 1941 e poi resa popolare da Etta James e Nature Boy, il classico di Nat King Cole. Il brano Goodbye's (The Saddest Word), prodotto e scritto dal famoso Robert John "Mutt" Lange (AC/DC, Def Leppard, Shania Twain, Foreigner) è una toccante ballad sull'amore tra madre e figlia, che continua anche dopo la morte. Ma il capolavoro assoluto dell'album è I Surrender, scritto da Sam Watters e Louis Biancaniello. La canzone è perfetta per Céline e le permette di mettere in mostra le sue straordinarie abilità vocali.
Un anno dopo, molte delle canzoni dell'album saranno incorporate nello spettacolo intitolato A New Day... tenutosi al Colosseum del Caesars Palace di Las Vegas.

### Edizioni speciali
L'11 novembre 2002 in Europa e il 19 novembre 2002 in Nord America, la Sony Music Entertainment rilasciò un'edizione limitata di A New Day Has Come, che include l'album originale, oltre a un DVD bonus con il video di I'm Alive, un'anteprima dello show di Las Vegas della Dion, A New Day... e di due brani inediti, Coulda Woulda Shoulda e All Because of You. L'edizione limitata del Nord America include la versione più lunga di The Greatest Reward della durata di 4:04, invece dell'originale con durata 3:28. Il 29 gennaio 2008, Legacy Recordings pubblicò un'edizione da collezione di A New Day Has Come con DVD bonus. Il CD contiene sedici tracce della versione nordamericana dell'album, inclusa la versione estesa di The Greatest Reward, mentre il DVD comprende quattro videoclip musicali, e il dietro le quinte del montaggio dell'album e del video di A New Day Has Come.

## Promozione
La Dion promosse attivamente l'album, incluse varie apparizioni televisive e concerti. Il suo speciale televisivo fu registrato il 3 marzo 2002 al Kodak Theatre di Los Angeles, trasmesso poi dalla CBS il 7 aprile 2002. Durante lo show Céline eseguì i brani A New Day Has Come, I'm Alive, At Last, Have You Ever Been in Love, Nature Boy e un medley con le canzoni utilizzate come temi per film tra cui Because You Loved Me, Beauty and the Beast in duetto con Brian McKnight e My Heart Will Go On. La cantante ha anche cantato Aun Existe Amor e Goodbye's (The Saddest Word), ma entrambe le canzoni non sono state trasmesse. Le Destiny's Child si unirono a lei per esibirsi insieme con il medley Emotion/When the Wrong One Loves You Right. Il 17 marzo 2002 la Dion registrò La spéciale Céline Dion a Parigi, in Francia, per promuovere l'album nei paesi francofoni. Questo speciale televisivo fu trasmesso il 30 marzo 2002 su TF1. Durante lo spettacolo cantò A New Day Has Come, Pour que tu m'aimes encore in duetto con Jean-Jacques Goldman, Sous le vent in duetto con Garou, Au bout de mes rêves con Garou, Pascal Obispo, Gérald de Palmas e Jean-Jacques Goldman, Ten Days in duetto con Gérald de Palmas, I'm Alive, On ne change pas e The Greatest Reward.
Céline Dion insieme a Cher, Mary J. Blige, Shakira, Anastacia e le Dixie Chicks diressero il VH1 Divas Las Vegas, condotto da Ellen DeGeneres e tenutasi nell'MGM Grand Las Vegas. Il concerto è stato trasmesso in diretta su VH1 il 23 maggio 2002 a beneficio della VH1 Save The Music Foundation, un'organizzazione benefica dedicata alla promozione di musica e programmi educativi nelle scuole. Altri artisti ospiti speciali furono: Stevie Nicks, Cyndi Lauper e Whitney Houston. La Dion aprì lo spettacolo eseguendo il successo degli AC/DC, You Shook Me All Night Long in duetto con Anastacia. Successivamente, cantò A New Day Has Come e I'm Alive. Per il finale, le cantanti eseguirono uno medley speciale dedicato ad Elvis Presley che includeva Can't Help Falling in Love cantato dalla Dion. Il concerto fu pubblicato su CD e DVD nell'ottobre 2002.
Il 14 settembre 2002 la Dion si esibisce al concerto di beneficenza per la Giornata mondiale dei bambini, che si svolse all'Arie Crown Theatre di Chicago, supervisionato da David Foster. Lo spettacolo fu trasmesso su ABC il 14 novembre 2002. Céline cantò That's the Way It Is, My Heart Will Go On, The Prayer in duetto con Josh Groban e Goodbye's (The Saddest Word). Per il finale, la cantante si unisce ad altri artisti per esibirsi con loro in Are not They Our Children. Il concerto è stato inciso su DVD e pubblicato nel dicembre 2002. Il 10 ottobre 2002, Céline Dion registrò a Parigi il suo secondo speciale televisivo per il pubblico francofono, intitolato Céline Dion à tout prix, dove interpretò I'm Alive, Pour que tu m'aimes encore, L'envie d'aimer in duetto con Daniel Lévi e il medley Ten Days/Tomber con Gérald de Palmas. Céline si esibì anche in Woman in Love in duetto con Natasha St-Pier e si unì a Lââm per cantare Stayin' Alive. Lo speciale fu trasmesso il 22 novembre 2002 su M6.

## Singoli
Il primo singolo, A New Day Has Come è stato presentato alla radio il 6 febbraio 2002. Il video musicale è stato girato a metà febbraio 2002 a West Palm Beach, in Florida, e diretto da Dave Meyers. Il video è stato presentato per la prima volta il 13 marzo 2002 e il singolo CD è stato pubblicato al di fuori degli Stati Uniti contemporaneamente. A New Day Has Come è diventato una delle prime dieci hit in Canada e in Europa, incluso il numero sette nel Regno Unito. Negli Stati Uniti è stato pubblicato come traccia per soli airplay, salendo in ventiduesima posizione nella Billboard Hot 100. Tuttavia, nella classifica Hot Adult Contemporary Tracks, la canzone ha battuto il record, rimanendo in prima posizione per ventuno settimane consecutive.
Diretto anche da Meyers, il video musicale del singolo successivo, I'm Alive è stato girato a fine maggio 2002 a Los Angeles e il brano è stato pubblicato il 7 giugno 2002. Allo stesso tempo, sono state presentate due anteprime dei remix di I'm Alive: Humberto Gatica Mix e The Wake Up Mix. Il video musicale è stato pubblicato il 27 giugno 2002. I'm Alive è anche apparsa nella colonna sonora del film Stuart Little 2 e il CD singolo è stato pubblicato all'inizio di agosto 2002 in Europa, Australia e Canada. La canzone ha raggiunto le top-ten in vari paesi europei, salendo alla numero due nella classifica Eurochart Hot 100 Singles. Negli Stati Uniti, ha raggiunto la numero 6 nella classifica Hot Adult Contemporary Tracks.
Il terzo ed ultimo singolo commerciale, Goodbye's (The Saddest Word) è stato pubblicato per le radio il 10 ottobre 2002. Il video musicale è stato girato nel castello di Château d'Aunoy in Francia a metà ottobre 2002 e diretto da Chris Applebaum ed è stato presentato per la prima volta il 21 novembre 2002 mentre il CD singolo è stato pubblicato contemporaneamente in Europa, raggiungendo le top 40 in vari paesi. Negli Stati Uniti è salita alla ventisettesima posizione della Hot Adult Contemporary Tracks.
La Sony ha anche pubblicato due singoli promozionali negli Stati Uniti: Aun Existe Amor ed At Last. Il primo è stato pubblicato dopo che la Dion ha eseguito la canzone ai Billboard Latin Music Awards nel maggio 2002, dove è stata premiata con un premio speciale al brano My Heart Will Go On, che è stata la prima canzone in inglese in cima alla classifica statunitense Hot Latin Tracks di Billboard. At Last è stato pubblicato nelle radio adult contemporary nel dicembre 2002 e ha raggiunto la numero sedici della classificaHot Adult Contemporary Tracks. Have You Ever Been in Love è stato incluso anche nell'album successivo della Dion, One Heart e poi pubblicato come singolo nell'aprile 2003. La canzone ha trascorso quattordici settimane alla numero due della Hot Adult Contemporary Tracks negli Stati Uniti.

## Recensioni da parte della critica
L'album ha ottenuto recensioni generalmente positive da parte dei critici musicali. Chuck Taylor di Billboard ha scritto una recensione favorevole, dicendo che la Dion esplora una gamma di musica pop "più ampia, più avventurosa". Come punti salienti dell'album, ha citato Sorry for Love dove la Dion "prepara il suo primo inno di ballo" e tiene una "autentica nota di dodici secondi che mette la "d" "in diva"; I'm Alive e When the Wrong One Loves You Right, che ha descritto come "gioielli di musica up-tempo";  il rock-leaning di Ten Days, e la traccia spagnola di Aun Existe Amor. Secondo Taylor, la Dion non delude con ballad come il tremante I Surrender dove canta "un amore proibito tra una tempesta di strumenti vulcanici" e The Greatest Reward, e due classici: il "diamante abbagliante" Nature Boy e il gospel di At Last. Ha definito l'album la registrazione più "versatile e gratificante" della Dion. Larry Flick, anch'egli di Billboard, ha scritto di un'altra canzone, Have You Ever Been in Love che "in un momento in cui la musica è spaventosamente aggressiva e il mondo in generale è pieno di turbolenze, una classica power-ballad di Céline Dion è una calda fonte di conforto". La traccia "si basa su un'apertura delicata e pianeggiante in un clima deliziosamente teatrale e incorniciato da archi". Per tutto il tempo, la Dion offre una "gamma di colori vocali accattivante che va dal delicato respiro al corposo diventando adeguatamente drammatico".
Chuck Taylor ha anche recensito tutti e tre i singoli dell'album, scrivendo che l'affermazione della vita A New Day Has Come "si stacca come una leggera espirazione contro i mali del mondo". Il Ric Wake Radio Remix di A New Day Has Come si apre con un "sussurro ispirato ad Enya prima che un salto sollevi il canto verso l'alto come una colomba che salta con grazia". La title track "arriva senza battere, permettendo alla sola esibizione della Dion di colorare completamente il messaggio." Secondo lui, in entrambe le versioni la Dion "abbraccia una performance particolarmente sobria - abbastanza drammatica per guidare l'emozione della pista, ma comunque delicata per offrire conforto". I'm Alive dimostra una "svolta stilistica, con i suoi palpitanti ritmi tribali e una voce sciolta, radente al cielo". Il "filtrare" del Mix di Humberto Gatica "aggiunge il succo" alla versione originale, mentre l'up-tempo del Wake Up Mix, con l'aiuto di Ric Wake e Richie Jones, è il remix più "ispirato e festoso" della Dion, con Heart of Glass dei Blondie "intrecciato nel ritmo come uno splendido effetto". Taylor ha criticato la scelta del terzo singolo, Goodbye's (The Saddest Word), una ballad relegata unicamente alle radio adult contemporary. Ha notato che la canzone è "incredibilmente bella", e offre un tributo d'amore alla propria madre alle porte della morte e che la Dion "lo consegna con un ansante aiuto di passione, attirando emotivamente l'attenzione sul messaggio di devozione". Sebbene sentisse che molti si collegheranno alla perdita di un genitore, a livello commerciale, questa è stata una decisione deludente. Secondo Taylor, canzoni come Sorry for Love e When the Wrong One Loves You Right sono state preparate per l'airplay radio e il dancefloor remix e sono state delle candidate ideali per la pubblicazione.
Stephen Thomas Erlewine di AllMusic ha dato all'album tre stelle e mezzo su cinque, recensendo che la costruzione dell'album è "perfetta come potrebbe essere... non devia dal pubblico tradizionale della Dion, ma si immerge nella musica moderna, in particolare nella dance, mantenendo le distanze (Nature Boy). Anche se Erlewine ha descritto Rain, Tax (It's Inevitable) come un brano "bizzarro", ha scritto che "non c'è davvero nulla da criticare, in realtà, l'album è più ambizioso di quello che deve essere, copre un territorio più stilistico di qualsiasi altro disco della Dion, senza mai abbandonare il centro della strada, è un atto di equilibrio che nessuno è stato in grado di fare, a parte Barbra Streisand". Secondo Erlewine, le canzoni non sono "particolarmente memorabili", "l'atmosfera si sposta senza sforzo, non sembra mai stare in un posto", ma "non prende mai piede". Sal Cinquemani di Slant Magazine diede all'album tre su cinque stelle. Secondo lui, la Dion "è bravissima in quello che fa e se avesse mai provato qualcosa di troppo tagliente probabilmente sarebbe sembrata una sciocca". A Cinquemani non piacque Rain, Tax (It's Inevitable), ma elogiò Sorry for Love sul quale la Dion "ottiene il trattamento Cher", un inaspettato "cambio di ritmo che funziona davvero". Tra gli altri punti salienti ha menzionato due cover, la versione soul di At Last e l'arrangiamento "semplice e commovente" di Nature Boy. Notò anche che l'album è "gremito" delle solite canzoni adult contemporary:    I Surrender, una power-ballad che "solo un cantante con la voce della Dion potrebbe tirare fuori"; Ten Days, con il suo pop-rocker accattivante e guidato dalla chitarra con una voce sorprendentemente tagliente; Goodbye's (The Saddest Word), una traccia con Shania Twain ai cori, che" ti lascerà nauseante o in lacrime"; I'm Alive, il numero up-tempo "edificante" e A New Day Has Come, la title track "eccitante".
Ken Tucker di Entertainment Weekly diede all'album una B-. Sentiva che A New Day Has Come era "sovraordinato" dai produttori, il che funziona "contro l'entusiasmo della Dion per le meraviglie dei bambini e dell'innocenza". Tuttavia, elogiò la "disco sbarazzina" di Sorry for Love e di Have You Ever Been in Love che "si costruisce in intensità per sembrare un tema cinematografico di James Bond consegnato da Barbra Streisand". Tucker descrisse Rain, Tax (It's Inevitable) come la canzone più" idiosincratica" e "idiomatica" che la Dion abbia mai registrato. Secondo la recensione di Mike Ross di Jam!, A New Day Has Come riprende da Falling into You". "L'album di Cèline Dion è pieno di esplosioni, melodrammi e salite di ballad d'amore indistinguibili da qualsiasi cosa abbia mai fatto". I tentativi della modernità sono "chiari", tuttavia son i benvenuti". Ross notò che le ballad sono le tracce più forti dell'album ed elogiò Goodbye's (The Saddest Word), con "due importanti cambiamenti chiave" nella stessa canzone, che viene poi lanciata in un'orbita terrestre del melodramma di un'orchestra che farebbe diventare John Williams rosso di invidia". Anche Barnes & Noble diede all'album una recensione favorevole e scrisse che le nuove canzoni rivelano una Dion più "spirituale" e "sferzante". La compagnia elogiò la title track "edificante", "l'accorata e sfumata" Goodbye's (The Saddest Word), "l'inno, la ballad con coro gospel" di Prayer; il "blues e l'honky-tonk rocker" di Ten Days; la "ballad impennata" Have You Ever Been in Love e le "interpretazioni solide" di Nature Boy e At Last.

## Successo commerciale
Céline Dion ha ottenuto due risultati in carriera con il debutto di A New Day Has Come negli Stati Uniti. L'album divenne il suo primo album ad esordire alla numero uno della Billboard 200 - la sua quarta assoluta numero uno - e stabilì un primato personale per le vendite della prima settimana (558.000 unità). Precedentemente, Let's Talk About Love del 1997, vendette 334.000 copie durante la prima settimana, mentre la raccolta del 1999, All the Way... A Decade of Song esordì con la vendita di 303.000 copie. Le 558.000 unità sono diventate le terze vendite più grandi di una settimana della Dion, dopo le 640.000 copie di All the Way... A Decade of Song e le 624.000 di Let's Talk About Love, durante i periodi natalizi. Nella seconda settimana, A New Day Has Come scese in seconda posizione vendendo 263.000 copie. È rimasto lì per un'altra settimana vendendo 226.000 copie. Per le due settimane successive, A New Day Has Come occupò la posizione numero tre e vendette rispettivamente 163.000 e 114.000 copie. Nella sesta settimana, l'album scese alla posizione numero sei vendendo 101.000 copie e nella settimana successiva risalì alla numero due con 143.000 copie vendute. A New Day Has Come rimase per dieci settimane nella top ten della Billboard 200. Nella lista degli album più venduti del 2002 negli Stati Uniti, il disco raggiunse la dodicesima posizione con vendite di 2.645.000 copie. Nel gennaio 2003 l'album viene certificato disco di platino per tre volte dalla RIAA. Dal 5 dicembre 2010 continuò ad avere successo, vendendo 3.307.000 copie negli Stati Uniti.
In Canada, A New Day Has Come debuttò alla numero uno, vendendo 151.600 copie - più di dieci volte, concorrendo con l'album di Shakira, Laundry Service(12.200). L'album rimase in prima posizione per sette settimane consecutive segnando la corsa più lunga della Dion alla numero uno, battendo il record di sei settimane del suo album del 1993, The Colour of My Love. A New Day Has Come fu certificato sei volte disco di platino dalla CRIA. L'album salì in cima alle classifice di vari paesi europei, ottenendo diverse certificazioni multi-platino, platino e oro. Dopo aver trascorso sette settimane alla numero uno della European Top 100 Albums ed aver venduto tre milioni di copie in Europa, l'album venne certificato tre volte disco di platino dalla IFPI. A New Day Has Come raggiunse il primo posto anche in Australia e Nuova Zelanda, ottenendo due dischi di platino in entrambi i paesi.
L'album è salito al primo posto in più di diciassette paesi, diventando il più grande debutto di un album del 2002. Il successo commerciale di A New Day Has Come, portò l'album in quinta posizione nella lista degli album più venduti del 2002, secondo l'IFPI. In totale ha venduto dodici milioni di copie in tutto il mondo.

## Riconoscimenti
Nel 2003, Céline Dion vince l'American Music Award per l'Artista adult contemporary preferito e viene nominata nella categoria Artista Pop/Rock femminile preferito. La cantante vinse anche un Billboard Music Award come Hot Adult Contemporary Artist ed è stata nominata nelle categorie Top Pop Catalog Artist ed Hot Adult Contemporary Track (A New Day Has Come). La Dion vinse altri premi prestigiosi quali: il Félix Award come Artista dell'Anno ad aver raggiunto il massimo successo in una lingua diversa dal francese, l'IFPI Hong Kong Top Music Award per la Migliore vendita all'estero (A New Day Has Come), l'Arion Music Award per il Miglior Album Internazionale più venduto (A New Day Has Come) e il Dragon Award come Artista femminile internazionale dell'Anno. Il brano A New Day Has Come ha anche vinto un ASCAP Pop Award e un BMI Pop Award come Canzone più rappresentante, e tre SOCAN Award nelle categorie Pop Music, International Achievement e Classic Songs. Céline Dion è stato anche nominata per quattro Juno Award nel 2003, tra cui: Artista dell'Anno, Fan Choice Award, Album dell'anno (A New Day Has Come) e Singolo dell'Anno (A New Day Has Come). La cantante ricevette altre nomination per altri premi quali: il People's Choice Award per Favourite Female Musical Performer, il premio Echo come Artista femminile internazionale dell'anno e il MuchMoreMusic Award per il video musicale A New Day Has Come.

## Tracce

### A New Day Has Come
1. I'm Alive – 3:30 (Kristian Lundin, Andreas Carlsson)
2. Right in Front of You – 4:13 (Steve Morales, Sheppard Solomon, Kara DioGuardi, David Siegel)
3. Have You Ever Been in Love – 4:08 (Anders Bagge, Peer Åström, Tom Nichols, Daryl Hall, Laila Bagge)
4. Rain, Tax (It's Inevitable) – 3:25 (Terry Britten, Charlie Dore)
5. A New Day Has Come (Radio Remix) – 4:20 (Aldo Nova, Stephan Moccio)
6. Ten Days – 3:37 (Nova, Maxime Le Forestier, Gérald de Palmas)
7. Goodbye's (The Saddest Word) – 5:19 (Robert John "Mutt" Lange)
8. Prayer – 5:34 (Corey Hart)
9. I Surrender – 4:47 (Louis Biancaniello, Sam Watters)
10. At Last – 4:17 (Mack Gordon, Harry Warren)
11. Super Love (International versions only) – 4:16 (Roche, Shelly Peiken)
12. Sorry for Love – 4:10 (DioGuardi, Bagge, Åström, Arnthor Birgisson)
13. Aun Existe Amor – 3:52 (Luc Plamondon, Riccardo Cocciante, Ignacio Ballesteros-Diaz)
14. The Greatest Reward – 3:28 (Pascal Obispo, Carlsson, Jörgen Elofsson, Lionel Florence, Patrice Guirao)
15. When the Wrong One Loves You Right – 3:48 (Martin Briley, Francis Galluccio, Marjorie Maye)
16. A New Day Has Come – 5:42 (Nova, Moccio)
17. Nature Boy – 3:45 (Eden Ahbez)

### A New Day Has Come(2002Limited Editionbonus DVD)
L'edizione limitata dell'album fu pubblicata nel 2002 in Europa e in Nord America e include un DVD bonus con l'aggiunta di due brani inediti, videoclip musicale e l'anteprima dello spettacolo della Dion a Las Vegas.
1. All Because of You – 3:30 (Burton Collins, Lisa Scott, Christi Dannemiller)
2. Coulda Woulda Shoulda – 3:27 (Lundin, Carlsson)
3. I'm Alive (music video) – 3:30 – (international version)
4. Las Vegas show preview – 5:40

La versione nord americana include la versione estesa della cover The Greatest Reward della durata di 4:04 minuti.

### A New Day Has Come(2008Collector's Editionbonus DVD)
Nel 2008 fu pubblicata una versione limitata da collezione; il CD contiene sedici tracce della versione nordamericana dell'album, inclusa la versione estesa di The Greatest Reward, mentre il DVD contiene quattro videoclip musicali, il dietro le quinte del montaggio dell'album e del video di A New Day Has Come, il video della registrazione di Have You Ever Been in Love e una photo gallery.
- VIDEOS

1. A New Day Has Come (Stereo & 5,1) – 4:20
2. Have You Ever Been in Love – 4:06
3. Goodbye's (The Saddest Word) – 4:33
4. I'm Alive – 3:30

- BONUS FEATURES

1. Making of the album – 12:15
2. Making of "A New Day Has Come" video – 3:03
3. "Have You Ever Been in Love" in the studio – 5:05
4. Photo Gallery

## Classifiche

### Classifiche settimanali
| Classifica (2002) | Posizione massima |
| ----------------- | ----------------- |
| Australia         | 1                 |
| Austria           | 1                 |
| Belgio Fiandre    | 2                 |
| Belgio Vallonia   | 1                 |
| Canada            | 1                 |
| Repubblica Ceca   | 12                |
| Danimarca         | 1                 |
| Paesi Bassi       | 1                 |
| Europa            | 1                 |
| Finlandia         | 1                 |
| Francia           | 1                 |
| Germania          | 2                 |
| Grecia            | 1                 |
| Ungheria          | 2                 |
| Irlanda           | 1                 |
| Italia            | 1                 |
| Giappone          | 15                |
| Malaysia          | 3                 |
| Nuova Zelanda     | 1                 |
| Norvegia          | 1                 |
| Polonia           | 2                 |
| Portogallo        | 2                 |
| Spagna            | 4                 |
| Svezia            | 1                 |
| Svizzera          | 1                 |
| Regno Unito       | 1                 |
| Stati Uniti       | 1                 |

### Classifiche annuali
| Classifica (2002) | Posizione |
| ----------------- | --------- |
| Australia         | 15        |
| Austria           | 9         |
| Belgio Fiandre    | 5         |
| Belgio Vallonia   | 8         |
| Canada            | 3         |
| Paesi Bassi       | 4         |
| Europa            | 3         |
| Finlandia         | 8         |
| Francia           | 5         |
| Germania          | 9         |
| Italia            | 15        |
| Svezia            | 8         |
| Svizzera          | 2         |
| Regno Unito       | 39        |
| Stati Uniti       | 19        |